# Kuopio Steelers 2023
Questa voce raccoglie le informazioni riguardanti i Kuopio Steelers nelle competizioni ufficiali della stagione 2023.

## Maschile

### Vaahteraliiga 2023

#### Stagione regolare
| Helsinki 13 maggio 2023, ore 16:30 1ª giornata | Helsinki Roosters | 27 – 35 (0-7 0-7 14-13 13-8) referto | Kuopio Steelers | Velodromo di Helsinki (362 spett.)\| Arbitro: \| Seppelin \| |
| Arbitro:                                       | Seppelin          |                                      |                 |                                                              |

| Helsinki 18 maggio 2023, ore 18:30 2ª giornata | Helsinki Wolverines | 0 – 45 (0-14 0-21 0-7 0-3) referto | Kuopio Steelers | Velodromo di Helsinki (250 spett.)\| Arbitro: \| Toijala \| |
| Arbitro:                                       | Toijala             |                                    |                 |                                                             |

| Kuopio 27 maggio 2023, ore 16:30 3ª giornata | Kuopio Steelers | 14 – 24 (0-3 0-10 7-8 7-3) referto | Seinäjoki Crocodiles | Väinölänniemen stadion (390 spett.)\| Arbitro: \| M. Makarainen \| |
| Arbitro:                                     | M. Makarainen   |                                    |                      |                                                                    |

| Kuopio 2 giugno 2023, ore 18:30 4ª giornata | Kuopio Steelers | 13 – 7 (0-0 7-0 0-0 6-7) referto | United Newland Crusaders | Väinölänniemen stadion (436 spett.)\| Arbitro: \| Toijala \| |
| Arbitro:                                    | Toijala         |                                  |                          |                                                              |

| Porvoo 10 giugno 2023, ore 16:30 5ª giornata | Porvoon Butchers | 24 – 6 (0-6 14-0 7-0 3-0) referto | Kuopio Steelers | Porvoon Keskuskenttä\| Arbitro: \| M. Makarainen \| |
| Arbitro:                                     | M. Makarainen    |                                   |                 |                                                     |

| Vaasa 1º luglio 2023, ore 14:30 7ª giornata | Wasa Royals | 21 – 24 (0-7 14-7 0-3 7-7) referto | Kuopio Steelers | Kaarlen kenttä (273 spett.)\| Arbitro: \| Toijala \| |
| Arbitro:                                    | Toijala     |                                    |                 |                                                      |

| Kuopio 6 luglio 2023, ore 18:30 8ª giornata | Kuopio Steelers | 34 – 37 (10-0 7-17 10-20 7-0) referto | Porvoon Butchers | Väinölänniemen stadion (409 spett.)\| Arbitro: \| M. Makarainen \| |
| Arbitro:                                    | M. Makarainen   |                                       |                  |                                                                    |

| Lohja 14 luglio 2023, ore 18:30 9ª giornata | United Newland Crusaders | 41 – 45 (0-7 7-7 21-21 13-10) referto | Kuopio Steelers | Harjun kenttä (250 spett.)\| Arbitro: \| M. Makarainen \| |
| Arbitro:                                    | M. Makarainen            |                                       |                 |                                                           |

| Kuopio 22 luglio 2023, ore 16:30 10ª giornata | Kuopio Steelers | 18 – 28 (0-0 6-14 6-0 6-14) referto | Wasa Royals | Väinölänniemen stadion (312 spett.)\| Arbitro: \| Janhuba \| |
| Arbitro:                                      | Janhuba         |                                     |             |                                                              |

| Kuopio 11 agosto 2023, ore 16:30 12ª giornata | Kuopio Steelers | 7 – 21 (0-7 7-7 0-7 0-0) referto | Helsinki Roosters | Väinölänniemen stadion (512 spett.)\| Arbitro: \| V. Lamminsalo \| |
| Arbitro:                                      | V. Lamminsalo   |                                  |                   |                                                                    |

| Kuopio 17 agosto 2023, ore 18:30 13ª giornata | Kuopio Steelers | 67 – 0 (20-0 28-0 13-0 6-0) referto | Helsinki Wolverines | Väinölänniemen stadion (349 spett.)\| Arbitro: \| Toijala \| |
| Arbitro:                                      | Toijala         |                                     |                     |                                                              |

| Seinäjoki 26 agosto 2023, ore 16:30 14ª giornata | Seinäjoki Crocodiles | 35 – 7 (7-0 6-7 15-0 7-0) referto | Kuopio Steelers | Wirokit Stadion (555 spett.)\| Arbitro: \| V. Lamminsalo \| |
| Arbitro:                                         | V. Lamminsalo        |                                   |                 |                                                             |

### Statistiche di squadra
| Competizione      | %Vittorie | In casa | In casa | In casa | In casa | In casa | In casa | In trasferta | In trasferta | In trasferta | In trasferta | In trasferta | In trasferta | Totale | Totale | Totale | Totale | Totale | Totale |
| Competizione      | %Vittorie | G       | V       | N       | P       | Pf      | Ps      | G            | V            | N            | P            | Pf           | Ps           | G      | V      | N      | P      | Pf     | Ps     |
| ----------------- | --------- | ------- | ------- | ------- | ------- | ------- | ------- | ------------ | ------------ | ------------ | ------------ | ------------ | ------------ | ------ | ------ | ------ | ------ | ------ | ------ |
| Stagione regolare | .500      | 6       | 2       | 0       | 4       | 153     | 117     | 6            | 4            | 0            | 2            | 162          | 148          | 12     | 6      | 0      | 6      | 315    | 265    |
| Totale            | .500      | 6       | 2       | 0       | 4       | 153     | 117     | 6            | 4            | 0            | 2            | 162          | 148          | 12     | 6      | 0      | 6      | 315    | 265    |

### Statistiche personali

#### Marcatori
| Giocatore      | Ruolo | TD rush | TD recv | TD int | TD p.ret | TD k.ret | TD oth | Xp1 | Xp2 | FG | Saf | Totale |
| -------------- | ----- | ------- | ------- | ------ | -------- | -------- | ------ | --- | --- | -- | --- | ------ |
| H. Harju       |       | 0       | 9       | 0      | 0        | 0        | 0      | 0   | 0   | 0  | 0   | 54     |
| Ojainväli      |       | 0       | 0       | 0      | 0        | 0        | 0      | 33  | 0   | 7  | 0   | 54     |
| McDonald       |       | 0       | 8       | 0      | 0        | 0        | 0      | 0   | 0   | 0  | 0   | 48     |
| Reasnover      |       | 6       | 0       | 0      | 0        | 0        | 0      | 0   | 1   | 0  | 0   | 38     |
| Marshall       |       | 2       | 3       | 0      | 0        | 0        | 0      | 0   | 0   | 0  | 0   | 30     |
| Choate         |       | 2       | 1       | 0      | 0        | 0        | 0      | 0   | 0   | 0  | 0   | 18     |
| W. DeShon      |       | 0       | 2       | 0      | 0        | 0        | 0      | 0   | 0   | 0  | 0   | 12     |
| A. Leroy       |       | 1       | 0       | 1      | 0        | 0        | 0      | 0   | 0   | 0  | 0   | 12     |
| C. Bakker      |       | 1       | 0       | 0      | 0        | 0        | 0      | 0   | 0   | 0  | 0   | 6      |
| M. Hyytiainen  |       | 0       | 1       | 0      | 0        | 0        | 0      | 0   | 0   | 0  | 0   | 6      |
| Kuikka         |       | 0       | 1       | 0      | 0        | 0        | 0      | 0   | 0   | 0  | 0   | 6      |
| J. Laherma     |       | 0       | 0       | 0      | 0        | 0        | 1      | 0   | 0   | 0  | 0   | 6      |
| S. Otto        |       | 0       | 0       | 0      | 0        | 0        | 1      | 0   | 0   | 0  | 0   | 6      |
| I.-P. Paakki   |       | 0       | 1       | 0      | 0        | 0        | 0      | 0   | 0   | 0  | 0   | 6      |
| Rabin          |       | 1       | 0       | 0      | 0        | 0        | 0      | 0   | 0   | 0  | 0   | 6      |
| L. Steffen     |       | 0       | 0       | 1      | 0        | 0        | 0      | 0   | 0   | 0  | 0   | 6      |
| R. Ruokolainen |       | 0       | 0       | 0      | 0        | 0        | 0      | 1   | 0   | 0  | 0   | 1      |

#### Passer rating
| Giocatore | G  | Att | Comp | Int | Yds  | TD | NFL   | NCAA   |
| --------- | -- | --- | ---- | --- | ---- | -- | ----- | ------ |
| Urjansson | 12 | 336 | 167  | 16  | 2383 | 26 | 79,01 | 125,29 |
| Rabin     | 5  | 22  | 7    | 1   | 94   | 0  | 27,46 | 58,62  |
| Reasnover | 1  | 1   | 0    | 0   | 0    | 0  |       |        |

## Femminile

### Naisten II-divisioona 2023

#### Stagione regolare
| Kuopio 20 maggio 2023, ore 14:00 1ª giornata | Kuopio Steelers | 0 – 60 (0-22 0-30 0-8 0-0) referto | Helsinki Wolverines Blue | Lippumäen ylipainehalli |

| Kuopio 28 maggio 2023, ore 15:00 2ª giornata | Kuopio Steelers | 12 – 70 (0-8 12-22 0-32 0-8) referto | Seinäjoki Crocodiles | Lippumäen ylipainehalli |

| Pirkkala 4 giugno 2023, ore 14:00 3ª giornata | Pirkkala Spartans | 26 – 14 (8-0 12-8 0-0 6-6) referto | Kuopio Steelers | Pirkkalan keskuskenttä |

| Kuopio 10 giugno 2023, ore 12:00 4ª giornata | Kuopio Steelers | 0 – 46 (0-6 0-13 0-21 0-6) referto | Hyvinkää Falcons/ Porvoon Butchers | Lippumäen ylipainehalli |

| Helsinki 1º luglio 2023, ore 16:00 6ª giornata | Helsinki Wolverines Blue | 54 – 0 (0-0 32-0 16-0 6-0) referto | Kuopio Steelers | Velodromo di Helsinki |

| Seinäjoki 9 luglio 2023, ore 12:30 7ª giornata | Seinäjoki Crocodiles | 36 – 6 (6-0 14-6 8-0 8-0) referto | Kuopio Steelers | Jouppilanvuoren tekonurmi |

### Statistiche di squadra
| Competizione      | %Vittorie | In casa | In casa | In casa | In casa | In casa | In casa | In trasferta | In trasferta | In trasferta | In trasferta | In trasferta | In trasferta | Totale | Totale | Totale | Totale | Totale | Totale |
| Competizione      | %Vittorie | G       | V       | N       | P       | Pf      | Ps      | G            | V            | N            | P            | Pf           | Ps           | G      | V      | N      | P      | Pf     | Ps     |
| ----------------- | --------- | ------- | ------- | ------- | ------- | ------- | ------- | ------------ | ------------ | ------------ | ------------ | ------------ | ------------ | ------ | ------ | ------ | ------ | ------ | ------ |
| Stagione regolare | .000      | 3       | 0       | 0       | 3       | 12      | 176     | 3            | 0            | 0            | 3            | 20           | 116          | 6      | 0      | 0      | 6      | 32     | 292    |
| Totale            | .000      | 3       | 0       | 0       | 3       | 12      | 176     | 3            | 0            | 0            | 3            | 20           | 116          | 6      | 0      | 0      | 6      | 32     | 292    |